# Elasmoderus
Elasmoderus is een geslacht van rechtvleugeligen uit de familie Tristiridae. De wetenschappelijke naam van dit geslacht is voor het eerst geldig gepubliceerd in 1888 door Saussure.

## Soorten
Het geslacht Elasmoderus omvat de volgende soorten:
- Elasmoderus lutescens Blanchard, 1851
- Elasmoderus minutus Cigliano, Ronderos & Kemp, 1989
- Elasmoderus wagenknechti Liebermann, 1954